# Pero huebneraria
Pero huebneraria är en fjärilsart som beskrevs av Charles Oberthür 1912. Pero huebneraria ingår i släktet Pero och familjen mätare. Inga underarter finns listade i Catalogue of Life.